# Goya Hiroto
Hiroto Goya (呉屋大翔 Goya Hiroto) là một cầu thủ bóng đá người Nhật Bản. Hiện tại anh thi đấu cho Tokushima Vortis ở J2 League theo dạng cho mượn từ câu lạc bộ chủ quản Gamba Osaka.

## Thống kê sự nghiệp
Cập nhật gần đây nhất: 3 tháng 12 năm 2017
| Thành tích câu lạc bộ | Thành tích câu lạc bộ  | Thành tích câu lạc bộ | Giải vô địch | Giải vô địch | Cúp                   | Cúp                   | Cúp Liên đoàn | Cúp Liên đoàn | Châu lục | Châu lục  | Khác     | Khác      | Tổng cộng | Tổng cộng |
| Mùa giải              | Câu lạc bộ             | Giải vô địch          | Số trận      | Bàn thắng    | Số trận               | Bàn thắng             | Số trận       | Bàn thắng     | Số trận  | Bàn thắng | Số trận  | Bàn thắng | Số trận   | Bàn thắng |
| Nhật Bản              | Nhật Bản               | Nhật Bản              | Giải vô địch | Giải vô địch | Cúp Hoàng đế Nhật Bản | Cúp Hoàng đế Nhật Bản | Cúp Liên đoàn | Cúp Liên đoàn | Châu Á   | Châu Á    | Siêu cúp | Siêu cúp  | Tổng cộng | Tổng cộng |
| --------------------- | ---------------------- | --------------------- | ------------ | ------------ | --------------------- | --------------------- | ------------- | ------------- | -------- | --------- | -------- | --------- | --------- | --------- |
| 2012                  | Đại học Kwansei Gakuin | -                     | -            | -            | 1                     | 0                     | -             | -             | -        | -         | -        | -         | 1         | 0         |
| 2013                  | Đại học Kwansei Gakuin | -                     | -            | -            | 1                     | 1                     | -             | -             | -        | -         | -        | -         | 1         | 1         |
| 2014                  | Đại học Kwansei Gakuin | -                     | -            | -            | 2                     | 2                     | -             | -             | -        | -         | -        | -         | 2         | 2         |
| 2015                  | Đại học Kwansei Gakuin | -                     | -            | -            | 1                     | 0                     | -             | -             | -        | -         | -        | -         | 1         | 0         |
| Tổng                  | Tổng                   | Tổng                  | -            | -            | 5                     | 3                     | -             | -             | -        | -         | -        | -         | 5         | 3         |
| 2016                  | Gamba Osaka            | J1                    | 14           | 1            | 1                     | 0                     | 4             | 1             | 1        | 0         | 0        | 0         | 20        | 2         |
| 2017                  | Gamba Osaka            | J1                    | 9            | 1            | 1                     | 0                     | 1             | 0             | 0        | 0         | -        | -         | 11        | 1         |
| Tổng                  | Tổng                   | Tổng                  | 23           | 2            | 2                     | 0                     | 5             | 1             | 1        | 0         | 0        | 0         | 31        | 3         |
| 2018                  | Tokushima Vortis       | J2                    | 0            | 0            | 0                     | 0                     | -             | -             | -        | -         | -        | -         | 0         | 0         |
| Tổng                  | Tổng                   | Tổng                  | 0            | 0            | 0                     | 0                     | -             | -             | -        | -         | -        | -         | 0         | 0         |
| Tổng cộng sự nghiệp   | Tổng cộng sự nghiệp    | Tổng cộng sự nghiệp   | 23           | 2            | 7                     | 3                     | 5             | 1             | 1        | 0         | 0        | 0         | 36        | 6         |

Thành tích đội dự bị
| Thành tích câu lạc bộ | Thành tích câu lạc bộ | Thành tích câu lạc bộ | Giải vô địch | Giải vô địch | Tổng cộng | Tổng cộng |
| Mùa giải              | Câu lạc bộ            | Giải vô địch          | Số trận      | Bàn thắng    | Số trận   | Bàn thắng |
| Nhật Bản              | Nhật Bản              | Nhật Bản              | Giải vô địch | Giải vô địch | Tổng cộng | Tổng cộng |
| --------------------- | --------------------- | --------------------- | ------------ | ------------ | --------- | --------- |
| 2016                  | Gamba Osaka U-23      | J3                    | 11           | 7            | 11        | 7         |
| 2017                  | Gamba Osaka U-23      | J3                    | 2            | 0            | 2         | 0         |
| Tổng cộng sự nghiệp   | Tổng cộng sự nghiệp   | Tổng cộng sự nghiệp   | 13           | 7            | 13        | 7         |